# 矢口達
矢口 達（やぐち たつ、1889年9月20日 - 1936年4月4日）は、日本の英文学者、翻訳家。

## 人物・来歴
茨城県新治郡高浜町（現在の石岡市）生まれ。土浦中学校在学中には、一期上の熊岡美彦や同期の永瀬義郎らと交流を持つ。1913年早稲田大学英文科卒業。
日夏耿之介らの『聖盃』同人。東京府立第三中学校（現在の東京都立両国高等学校・附属中学校）教師、早稲田高等学院教授、早稲田大学講師を歴任。
息子はエッセイストの矢口純。

## 著書
- 『白耳義皇帝』（開発社） 1919
- 『近代英文学概観』（敬文堂書店） 1919
- 『哲人文豪人生を語る』（教文社） 1929
- 『思潮学芸新知識大系』（加藤美侖共著、教文社） 1926

## 翻訳
- 『アルネ』（ビヨルンソン、新陽堂） 1912
- 『コサツク』（トルストイ、新陽堂） 1912
- 『巌の処女』（ダンヌンツイオ、新陽堂） 1913
- 『不朽の恋』（ピエール・ルゥイィ、新陽堂） 1914
- 『十日物語』（ボッカチオ、実業之日本社、世界名著物語） 1914
- 『十九世紀文学主潮 第1(移民文学)』（ブランデス、新陽堂） 1914
- 『クリスマス・カロル』（ヂィケンス、植竹書院、薔薇叢書） 1915
- 『小泉八雲文抄』（中興館書店） 1915
- 『性的心理大観』（ハヴロック・エリス、天佑社） 1921
- 『Human intercourse 講義』（フィリップ・ギルバト・ハマァトン、上井磯吉共訳、邦光堂書店） 1921
- 『家庭の平和 / 森蔭』（天佑社、モウパッサン全集15） 1922
- 『恋する女の群』（ディ・エッチ・ローレンス、天佑社） 1923
- 『血の記録』（ジャック・ロンドン、朝香屋書店） 1923
- 『神秘の女』（ビッソン、朝香屋書店） 1923
- 『母性愛』（マリー・ストープス夫人、朝香屋書店） 1924
- 『児童愛』（マリー・ストープス夫人、烏山朝夢共訳、朝香屋書店） 1924
- 『結婚愛』（マリー・ストープス、朝香屋書店） 1924
- 『女性の敵』（ブラスコ・イバニエス、朝香屋書店） 1924
- 『処女愛』（マーガレット・サンガー夫人、文省社） 1925
- 『性の栄光』（エドワード・カアペンタア、文省社） 1925
- 『地上楽園』（ヰリアム・モリス、国際文献刊行会、世界奇書異聞類聚） 1926
- 『十大詩聖詩集と其人々』（教文社） 1927
- 『カラマーゾフの兄弟』（ドストエーフスキー、潮文閣、万有文庫） 1927
- 『死の勝利』（ダヌンチヨ、潮文閣、万有文庫) 1927
- 『世界浴場史』（キヤバネ、国際文献刊行会、世界奇書異聞類聚） 1928
- 『ドン・キホーテ』（セルワンテス、潮文閣、万有文庫)　1928
- 『危険なる知己』上（ラクロ、西条八十, 日夏耿之介共訳、国際文献刊行会、猟奇叢書） 1929
- 『ヒユーマ』（トマス・ハーディ、大洞書房） 1930
- 『デヰッドの生立ち』（ディッケンス、春陽堂、世界名作文庫） 1932

### オスカー・ワイルド
- 『架空の頽廃』（ワイルド、新陽堂） 1913
- 「ワイルド全集」全5巻（編・共訳、天佑社） 1920
  1. 『小説』
  2. 『戯曲集』
  3. 『戯曲及童話集』
  4. 『詩集』
  5. 『論文集』
- 『ドリアン・グレイの画像』（ワイルド、天佑社） 1922
- 『蕩児』（ワイルド、春洋社） 1924
- 『謎の女』（ワイルド、新潮社、海外文学新選） 1924

## 参考
- 日本近代文学大辞典